# Bibliothek wertvoller Memoiren
Die Bibliothek wertvoller Memoiren bzw. mit vollen Titel Bibliothek wertvoller Memoiren : Lebensdokumente hervorragender Menschen aller Zeiten und Völker ist eine deutschsprachige Buchreihe mit ausgewählten Lebenserinnerungen, Tagebüchern und anderen Lebenszeugnissen. Sie wurde in Verbindung mit verschiedenen Fachgelehrten von Ernst Schultze (1874–1943) herausgegeben. Einige Bände der Reihe sind Sammelbände. Die Reihe erschien in Hamburg im Gutenberg-Verlag in den Jahren 1907-1909, ein späterer Band ohne Nummer erschien 1913 in Berlin.

## Übersicht
- 1 Die Reisen des Venezianers Marco Polo im 13. Jahrhundert. bearb. und hrsg. von Hans Lemke - Digitalisat
- 2,1 Bartholomäus Sastrow. Deutsches Bürgertum und deutscher Adel im 16. Jahrhundert / bearb. von Max Goos ; Teil 1
- 2,2 Hans von Schweinichen. Deutsches Bürgertum und deutscher Adel im 16. Jahrhundert / bearb. von Max Goos ; Teil 1
- 3 Aus der Dekabristenzeit : Erinnerungen hoher russischer Offiziere (Jakuschkin, Obolenski, Wolkonski) von der Militär-Revolution des Jahres 1825 / bearb. von Adda Goldschmidt - Digitalisat
- 4 Die Eroberung von Mexiko : drei eigenhändige Berichte von Ferdinand Cortez an Kaiser Karl V. / bearb. von Ernst Schultze
- 5 Die Erinnerungen des Generals Grafen Paul Philipp von Ségur, Adjutanten Napoléons I. / bearb. von Friedrich M. Kircheisen
- 6 Erinnerungen aus dem Indischen Aufstand 1857/58 / von Lady Inglis und Sergeant Forbes-Mitchell. Bearb. von Elizabeth Braunholtz
- 7 Memoiren aus dem spanischen Freiheitskampfe 1808 - 1811 / Bearb. von Friedrich M. Kircheisen (Ludwig von Grolmann, Albert Jean Michel Rocca, Moyle Sherer, Heinrich von Brandt, Henri Ducor, Don Juan Andrés Nieto Samaniego) Digitalisat
- 8 Briefe und Tagebuchblätter des Generals Charles Gordon of Khartum : Sebastopol – An der Donau – In Armenien und am Kaukasus – Gegen die Taipings – Gravesend – Sudan – Palästina – Khartum / ausgew. und übers. von Max Goos
- 9 Die Memoiren Giuseppe Garibaldi’s : ein Auszug aus seinen Tagebüchern / übers. und bearb. von Walter Friedensburg
- 10 Feldzugserinnerungen aus dem Kriegsjahre 1809 / bearb. von Friedrich M. Kircheisen (1. Graf Eugen von Czernin und Chudenic: Erlebnisse eines österreichischen Edelmannes. – 2. Otto August Rühle von Lilienstern: Erlebnisse eines sächsischen Offiziers. – 3. Cadet de Gassicourt: Aus den Papieren eines Apothekers der französischen Armee.- 4. Albrecht Adam: Aus den Erlebnissen eines Schlachtenmalers. – 5. Karoline Pichler: Aus den Denkwürdigkeiten einer Wiener Schriftstellerin. – 6. Friedrich Ludwig von Wachholtz: Der Zug des Herzogs von Braunschweig nach Norddeutschland. – 7. Neigebauer: Schills Zug nach Stralsund und sein Ende. – 8. Carl von Scriba: Der Zug Schills nach Stralsund.)
- 11 Der Tiroler Volksaufstand des Jahres 1809 : Erinnerungen des Priesters Josef Daney / bearb. von Josef Steiner

- Die Zerstörung Magdeburgs und andere Denkwürdigkeiten aus dem Dreissigjährigen Kriege. / Lohmann, Karl u. Guericke, Otto von. („Die Aufzeichnungen des Bürgermeisters Otto von Guericke“, „Das Tagebuch des Prämonstratenserprobstes Zacharias Bandhauer“, „Vom Magdeburgischen Unglück, vom Oberstadtschreiber Daniel Friese“ u. „Vom Musketier bis hin zum Obersten, Taten und Schicksale des Augustin von Fritsch“.)